# 火卫二
火衛二又稱為「得摩斯」（英文名稱：Deimos，1.發音： /ˈdaɪməs/ DY-məs;2./ˈdiːməs/ DEE-məs;或是o DAY-moce or DEE-moce）是火星較小和較外側的已知衛星，另一顆是火衛一 (福波斯)，它们在整个太阳系中也是相当小的存在甚至小于诸多小行星。火衛二的平均半徑為6.2（3.9英里），逃逸速度為5.6 m/s (20 km/h)。與火星的距離是23,460（14,580英里），以30.3小時的週期環繞火星，軌道速度為每秒1.35公里。它的系統名稱是Mars II。

## 發現
火衛二戴摩斯是阿薩夫·霍爾於1877年8月12日大約07:48 (UTC)在華盛頓特區的美國海軍天文台發現的 (在當時記載的時間是使用開始於一天中午的天文約定華盛頓平時「8月11日14:40」，所以必須加上12小時才是當地的地方平時) 。在刻意尋找火星的衛星之後，霍爾在1877年8月18日大約09:14GMT也發現了火衛一（福波斯）。
火衛二被命名為Deimos，是希臘神話中表示恐懼的形像。這個名稱最初被拼寫為Phobus和Deimus，是依頓的科學教師亨利·瑪丹 (1838–1901) ，依據伊利亞德這本書第十五章的敘述：此處阿瑞斯 (羅馬神話為馬爾斯) 召喚了害怕 (得摩斯) 和畏懼 (福波斯) 所建議的。

## 特徵

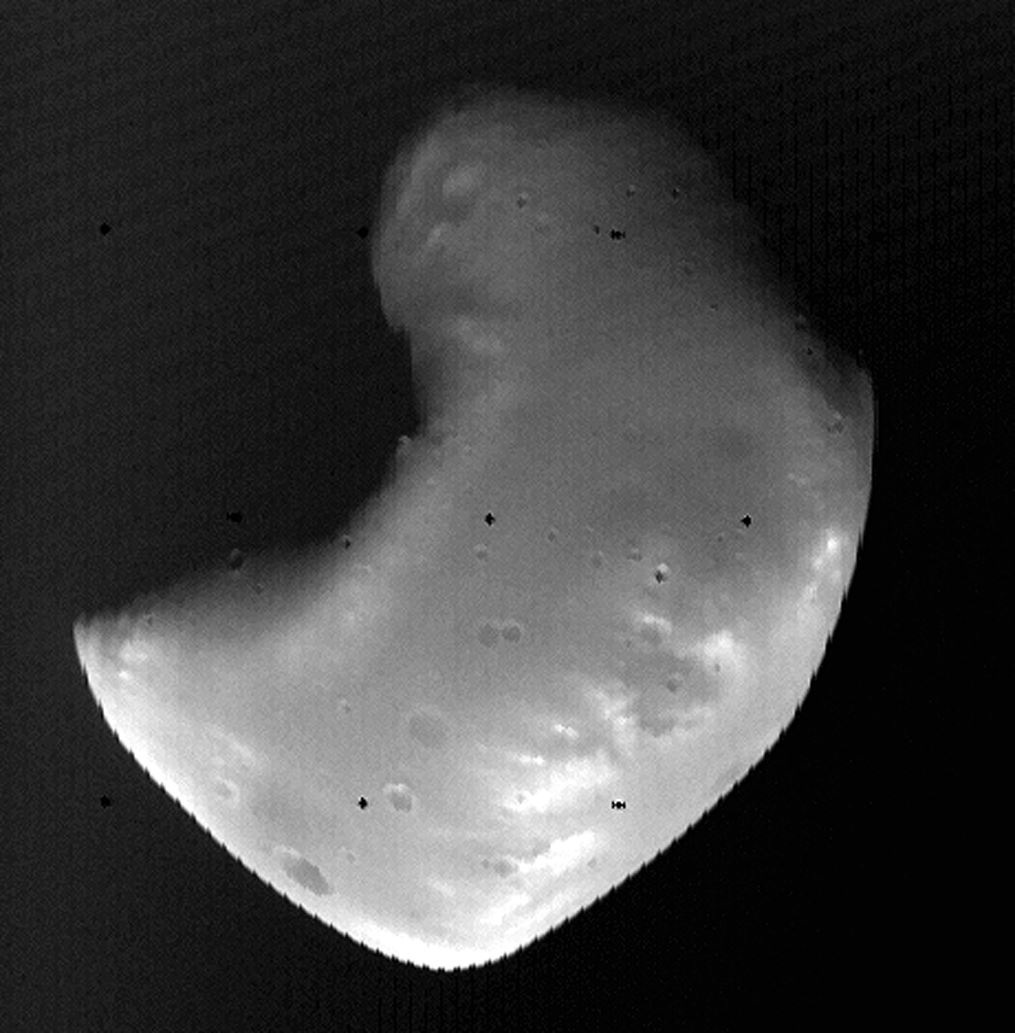
1977年10月5日維京2號拍攝的火衛二影像。

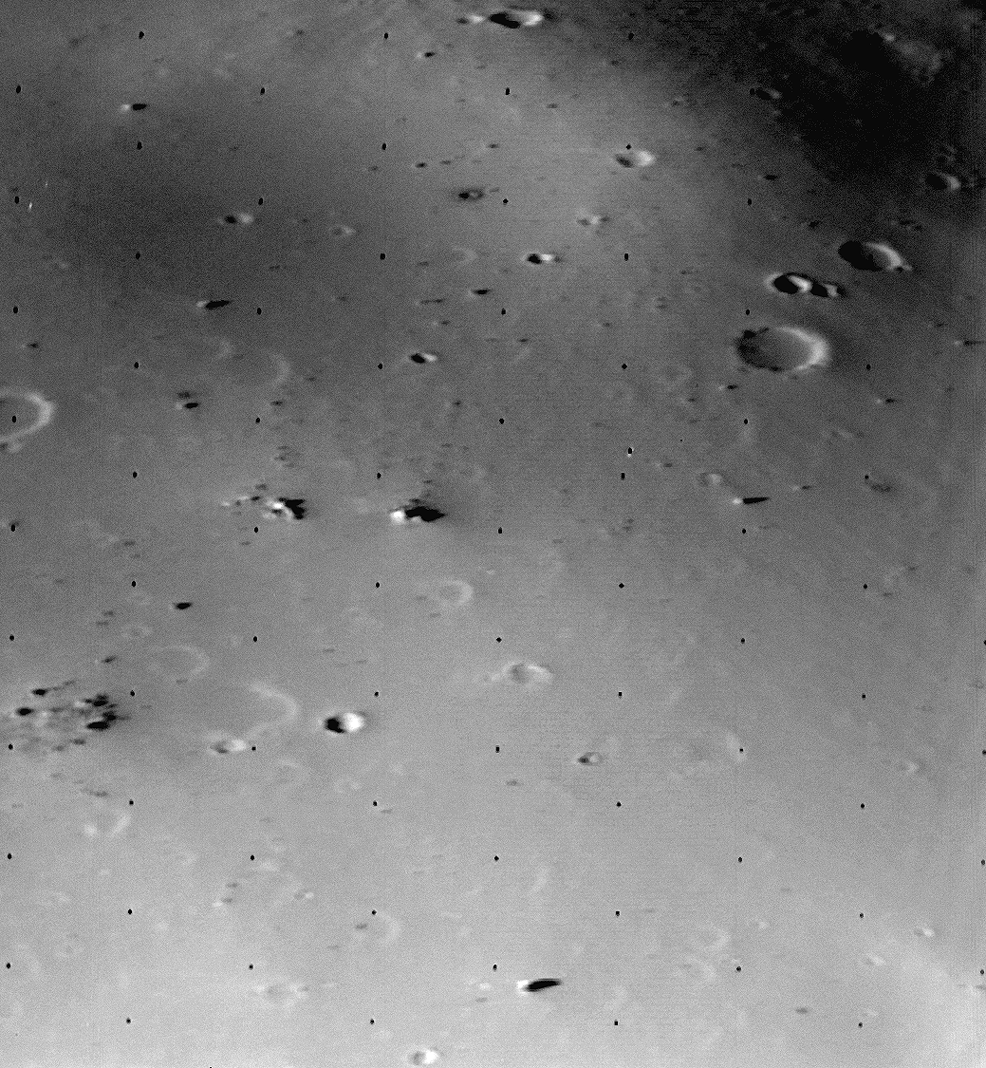
從30公里高拍攝的火衛二。

火衛二，像福伯斯一樣，光譜、反照率和密度都與C型或D-型小行星相似。它也與多數小天體一樣，高度的非球形，大小為15 × 12.2 × 10.4公里。火衛二的組成是富含碳的岩石，與C-型小行星和碳質球粒隕石非常相似。它有坑穴，但是表面因為風化和表岩屑的部分填充而比火衛一平滑。這些表岩屑是有大量的氣孔，使用雷達估計的密度只有1.1公克/立方公分。兩個最大的坑，斯威夫特和伏爾泰，的直徑大約都是3公里。

### 軌道
火衛二的軌道接近圓形，並且接近火星的赤道平面。火衛二，火星較外側的衛星，可能是小行星受到木星的攝動，進入可以被火星捕獲的軌道，但是這種假說依然有著爭議和受到反對。火衛一和火衛二的軌道都幾乎是圓形，而且鄰近火星的赤道平面，捕獲說需要一種機制才能將最初是高离心率的軌道變成圓形，和調整其傾斜度進入赤道平面，最有可能的是大氣阻力和引潮力，然而目前並不清楚需要多久的時間才能讓火衛二發生這樣的改變。
從火星看火衛二，它的視直徑不會超過2.5角分 (60角分為1度)，只是從地球看月球的12分之一，因此以肉眼看只像是一顆星點。當它最亮時 (“滿月”)，它的亮度大約接近從地球看見的金星；在上弦和下弦的亮度則與織女相近。用一架小望遠鏡觀賞，在火星上的觀測者可以看出火衛二的相位，它以1.2648天 (火衛二的朔望週期) 來完成一次相位的變化。
不同於火衛一以極高的速度公轉，使它實際上是西升東沒；火衛二是東升西沒的，且火衛二正逐漸遠離火星。但是火衛二與太陽的會合週期大約是30.4小時，超過了火星24.7小時的火星太陽日 ("sol")，這少許的時間差異，使在火星赤道上的觀測者隔2.7天才會觀察到它出沒一次。

火衛一和火衛二的軌道。

因為火衛二的軌道相對而言是接近火星，而且對赤道平面的傾斜也很小，因此在火星上緯度高於82.7°極區看不見火衛二。

### 凌日

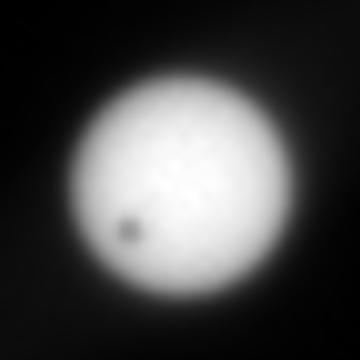
從機會號上觀察到的火衛二從太陽前方經過。

從火星尚可以周期性地看見火衛二從太陽前方通過。但它因為太小而不會造成日全食，只會是出現一顆穿越太陽表面的小黑點。它的角直徑僅是從地球上看到金星凌日時，金星視直徑的2.5倍。在2004年3月4日，火星漫遊車機會號拍攝到火衛二凌日的影像；2004年3月13日，精神號也拍攝到另一次凌日。

## 起源
火星衛星的起源仍然有爭議，主要的假說認為不是捕獲就是吸積。因為它們的組成與C型或D型小行星相似，一種假說認為火衛二是從小行星帶捕獲進入火星軌道的小天體，因為捕獲需要消耗能量，所以潮汐力或大氣拖曳使它們的軌道成為接近圓形。但目前的火星大氣層太稀薄了，不足以經由大氣拖曳捕獲火衛一這種大小的天體。但傑佛瑞·蘭迪斯已指出，如果原來是聯小行星，被潮汐力扯開則有可能，主要的假設是二擇一的讓衛星存在於現在的位置。 另一個假說認為過去有許多像火衛一和火衛二大小的天體環繞著火星，或許因為與微行星碰撞才被彈入現在的軌道。

## 表面特徵

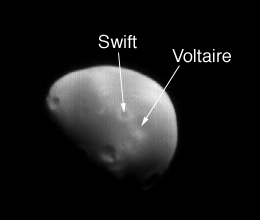
火衛二上有兩個已經命名的撞擊坑

火衛二上已經命名的地理特徵只有兩個撞擊坑。。

### 撞擊坑
火衛二上的撞擊坑，以在發現火星有衛星之前就推測火星有衛星的文學作家命名。
| 名稱       | 坐標                              | 直徑（公里） | 名字來源                           |
| ---------- | --------------------------------- | ------------ | ---------------------------------- |
| 史威夫特坑 | 12°30′N 358°12′W / 12.5°N 358.2°W | 1.0~3.0      | 強納森·史威夫特，英國-愛爾蘭作家。 |
| 伏爾泰坑   | 22°00′N 3°30′W / 22°N 3.5°W       | 1.9~3.0      | 伏爾泰，法國作家。                 |

## 同名的物體
USS Deimos (AK-78)是美國海軍依據火衛二命名的卡特級貨船。

## 外部連結
- Deimos Profile by NASA's Solar System Exploration
- Deimos rotation movie （页面存档备份，存于）
- Animation of Deimos （页面存档备份，存于）
- USGS Deimos nomenclature （页面存档备份，存于）